# دوغلاس إيستاي
دوغلاس إيستاي (بالإسبانية: Douglas Estay)‏ هو مدرب كرة قدم ولاعب كرة قدم تشيلي في مركز الوسط، ولد في 25 أبريل 1992 في فينيا ديل مار في تشيلي. لعب مع إيفرتون دي فينا ديل مار.

## وصلات خارجية
- دوغلاس إيستاي على موقع قاعدة بيانات كرة القدم.إي يو (الإنجليزية)
- دوغلاس إيستاي على موقع Soccerway.com (الإنجليزية)
- دوغلاس إيستاي على موقع عالم كرة القدم.نت (الإنجليزية)